# Rutènia
|  | Aquest article tracta sobre el territori i el poble eslau modern dels rutens. Si cerqueu el poble gal antic, vegeu «Rutens». |

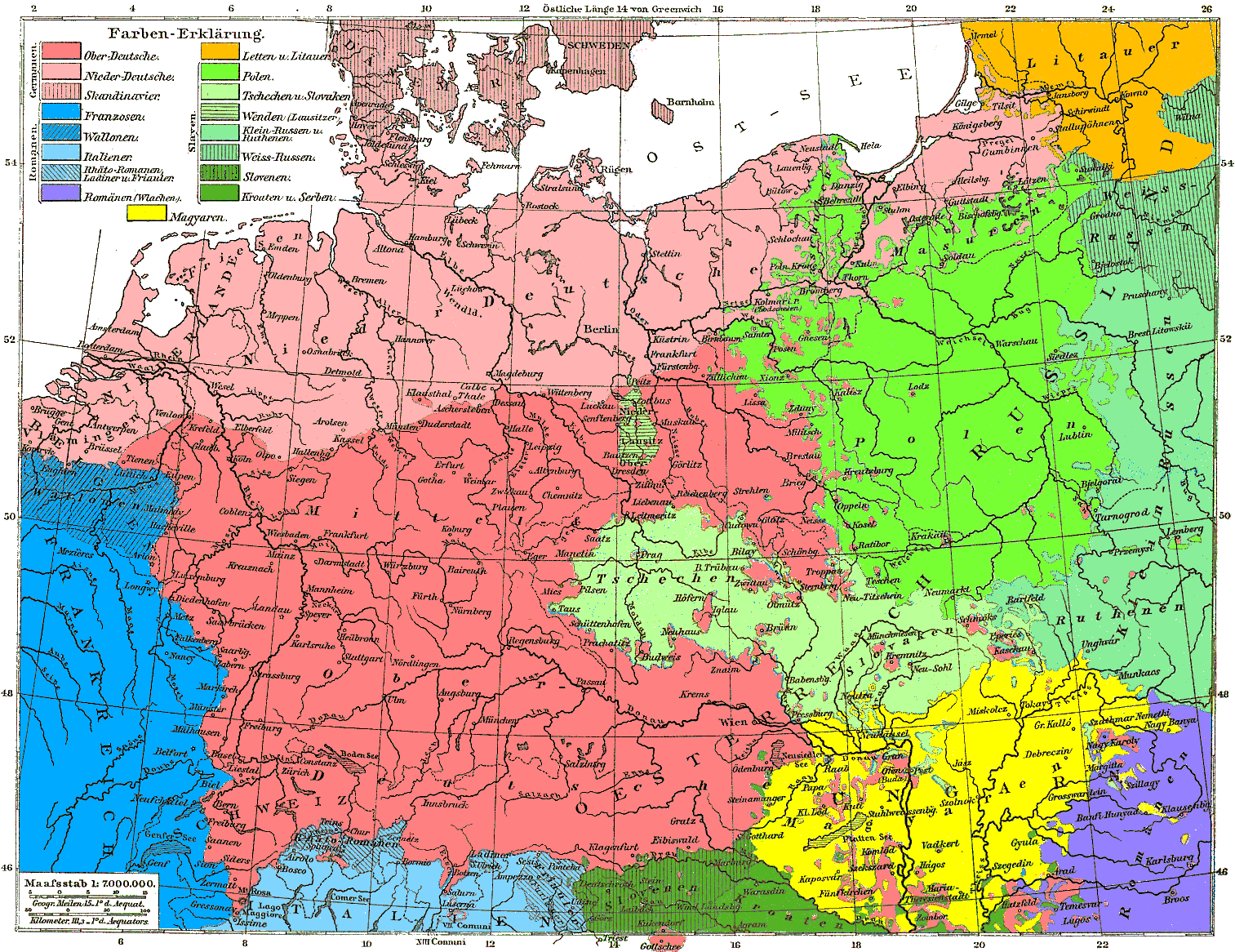
Rutènia

Rutènia és un territori de l'est d'Europa que fou habitat pels pobles eslaus orientals, i també pels diversos estats que hi van existir en el passat. En essència, el mot és una llatinització de l'antic topònim Rus (vegeu Rus de Kíev), que correspon principalment al territori de la Ucraïna i la Belarús actuals.
Actualment, el territori històric de Rutènia, a grans trets, inclou regions d'Ucraïna, Belarús, Rússia, una petita part de l'Eslovàquia nord-oriental i una estreta franja de la Polònia oriental. Una part significativa d'aquest territori, entre els Carpats i el nord dels Balcans, encara parla el rutè, conjunt de llengües estretament emparentades amb l'ucraïnès i l'eslovac.
A causa de la inestabilitat política que ha tingut sempre aquest territori, el terme Rutènia pot significar coses diferents depenent de qui l'apliqui, quan, per què i en quin període històric.
A l'alta edat mitjana, designava el Principat de Kíev, o Rus de Kíev (segles ix-xii), fundat pels varegs, un poble normand escandinau que era anomenat rus per les antigues tribus eslaves i fineses de l'època. Els individus d'aquest poble foren coneguts amb el nom llatí de Rut(h)eni, i l'estat que controlaven, Rut(h)enia.
A la baixa edat mitjana, cap al segle xiv l'estat de Rus' s'havia desintegrat en diversos principats: els septentrionals (Vladímir-Súzdal, Nóvgorod i, més tard, Moscòvia, que en fou el territori hegemònic) continuaven sent coneguts amb el nom de Rus (d'aquí prové el nom actual de Rússia xviii), però rarament eren anomenats Ruthenia en llatí. En canvi, el Principat de Galítsia-Volínia, d'influència catòlica, sí que era àmpliament conegut com a Rutènia; precisament, en polonès, aquests territoris meridionals són coneguts, com Ruś Biała o 'Rutènia Blanca', més endavant coneguda com a Rússia Blanca o Belarús, Ruś Czarna o 'Rutènia Negra', part de l'actual Belarús i Ruś Czerwona o 'Rutènia Roja', que designava una estreta franja de Polònia (Przemyśl) i part d'Ucraïna (Galítsia). Aquesta àrea s'anomenava el Voivodat de Rutènia.
Després de la batalla del riu Irpín de 1321, Volínia va caure en mans de Lituània, incloent Kiev, que havia estat conquerida per Gediminas el 1323 després d'un setge d'un mes, posant fi al govern de Rurikides a la ciutat. Entre 1340 i 1352 es van lliurar diverses guerres per la successió Galítsia-Volínia. Després que Bolesław Jerzy de Mazovia fos enverinat pels nobles rutens locals el 1340, tant Casimir III de Polònia i Gediminas, el gran duc de Lituània van reclamar el regne. Després d'un conflicte prolongat, Galítsia-Volínia es va dividir entre Polònia (Galítsia) i Lituània (Volínia) i en 1352 Casimir III el Gran obté Galítsia (amb Lviv, Hàlitx, Chełm, Lutsk i Belz), Podíl·lia i una part de Volínia, i la resta de Volínia, incloent Kiev, i Podlàquia esdevenen lituanes, i els governants lituans van assumir llavors el títol sobre Rutenia. Rutènia va deixar d'existir com a estat independent.
A l'edat moderna, els belarussos no s'autoreconeixien com a rutens, sinó com a litvins, ja que vivien al Gran Ducat de Lituània; l'excepció en foren els belarussos de la regió polonesa que abans de la Segona Guerra Mundial era coneguda com a Kresy Wschodnie o 'Fronteres de l'Est' que, per no ser confosos amb els russos i repatriats des dels camps nazis fins a la Unió Soviètica, que s'havia annexat el territori belarús de Polònia, s'anomenaven a ells mateixos rutens blancs.
A Ucraïna, els habitants del territori austrohongarès de la Galítsia foren coneguts com a ruthenen (rutens), per diferenciar-los dels russos (en alemany, russen), ja que ells mateixos s'autoanomenaven rússini, mot gairebé homòfon. A la fi del segle xix i començament del xx, es va començar a estendre el nom d'Ucraïna en substitució de Rutènia per a designar els territoris rutens de l'Imperi Rus, i Rutènia va passar a designar només la Ucraïna occidental, que llavors pertanyia als austrohongaresos, una àrea al sud dels Carpats, per la qual cosa fou coneguda com a Rutènia Carpàtica o Transcarpàcia.
Una part d'aquesta regió carpàtica fou incorporada a Txecoslovàquia entre les dues grans guerres europees i tractà de declarar la independència amb el nom de Carpatoucraïna al final de la Segona Guerra Mundial.